# Aerva edulis
Aerva edulis är en amarantväxtart som beskrevs av Karl Suessenguth. Aerva edulis ingår i släktet Aerva och familjen amarantväxter. Inga underarter finns listade i Catalogue of Life.